# Code ennemi
Pour plus de détails, voir Fiche technique et Distribution.
Code ennemi est un thriller américain réalisé par Kasper Barfoed, interprété par John Cusack et Malin Åkerman, sorti en 2013.

## Synopsis
Emerson  Kentest (John Cusack) est un agent de la CIA, spécialiste des «liquidations». Après avoir refusé de suivre l'ordre de tuer une jeune femme pendant une mission, il est relégué à un poste sans grande importance à la station Nombres, un service de transmission top secret en Angleterre. Il doit y protéger Katherine (Malin Åkerman), une spécialiste du cryptage, et le jour où les locaux des services secrets sont pris pour cible, il reçoit l'ordre de la tuer. L'homme refuse de l'exécuter...

## Fiche technique
- Titre original : The Numbers Station
- Titre français : Code ennemi
- Réalisation : Kasper Barfoed
- Scénario : F. Scott Frazier
- Photographie : Óttar Guðnason
- Montage : Chris Gill, Per Sandholt
- Musique : Paul Leonard-Morgan
- Production : Sean Furst, Bryan Furst, Nigel Thomas
- Distribution : Image Entertainment
- Pays d’origine :  États-Unis
- Langue originale : anglais
- Genre : Thriller
- Durée : 89 minutes
- Dates de sortie :
- E.-U. : 26 avril 2013
- France : 3 mars 2015 (directement en vidéo)

## Distribution
- John Cusack : Emerson Kent
- Malin Åkerman : Katherine
- Liam Cunningham : Michael Grey
- Lucy Griffiths : Meredith
- Bryan Dick : David
- Richard Brake : Max
- Joey Ansah : Derne
- Finbar Lynch : Michaels
- Hannah Murray : Rachel Davis